# Gliceraldehid-3-fosfat dehidrogenaza (NAD(P)+)
Gliceraldehid-3-fosfat dehidrogenaza (+) (EC 1.2.1.59, triozofosfatna dehidrogenaza („NAD(P)“), gliceraldehid-3-fosfatna dehidrogenaza (NAD(P)) (fosforilacija)) je enzim sa sistematskim imenom D-gliceraldehid 3-fosfat:NAD(P)+ oksidoreduktaza (fosforilacija). Ovaj enzim katalizuje sledeću hemijsku reakciju
-gliceraldehid 3-fosfat + fosfat + NAD(P)+ {\displaystyle \rightleftharpoons } 3-fosfo-D-gliceroil fosfat + +
+ i + se mogu koristiti kao kofaktori sa sličnom efikasnošću, za razliku od EC 1.2.1.12 gliceraldehid-3-fosfat dehidrogenaze i EC 1.2.1.13 gliceraldehid-3-fosfat dehidrogenaza (NADP+), koje su NAD+ i + zavisne, respektivno.

## Literatura
- Nicholas C. Price; Lewis Stevens (1999). Fundamentals of Enzymology: The Cell and Molecular Biology of Catalytic Proteins (Third изд.). USA: Oxford University Press. ISBN 019850229X.
- Eric J. Toone (2006). Advances in Enzymology and Related Areas of Molecular Biology, Protein Evolution (Volume 75 изд.). Wiley-Interscience. ISBN 0471205036.
- Branden C; Tooze J. Introduction to Protein Structure. New York, NY: Garland Publishing. ISBN 0-8153-2305-0.
- Irwin H. Segel. Enzyme Kinetics: Behavior and Analysis of Rapid Equilibrium and Steady-State Enzyme Systems (Book 44 изд.). Wiley Classics Library. ISBN 0471303097.

## Spoljašnje veze
- Glyceraldehyde-3-phosphate+dehydrogenase+(NAD(P)+)+(phosphorylating) на 